# Saljut 7
| Saljut 7               | Saljut 7                                    |
| ---------------------- | ------------------------------------------- |
| Saljut-Emblem          |                                             |
| Aufbau von Saljut 7    |                                             |
| Saljut 7               |                                             |
| Missionsdaten          |                                             |
| Missionsbezeichnung:   | Saljut 7                                    |
| Rufname:               | Saljut 7                                    |
| Start:                 | 19. April 1982 19:45:00 UTC Baikonur, UdSSR |
| Wiedereintritt:        | 7. Februar 1991                             |
| NSSDC-ID:              | 1982-033A                                   |
| Besatzungen:           | 5 Langzeitbesatzungen 5 Kurzzeitaufenthalte |
| Bewohnt:               | 816 Tage                                    |
| Im Orbit:              | 3216 Tage                                   |
| Anzahl Orbits:         | 51.917                                      |
| Apogäum:               | 278 km                                      |
| Perigäum:              | 219 km                                      |
| Umlaufzeit:            | 89,2 min                                    |
| Inklination            | 51,6°                                       |
| Zurückgelegte Strecke: | 2.106.297.129 km                            |
| Gesamtmasse:           | 19.000 kg                                   |

Saljut 7 (russisch Салют-7) war die letzte Raumstation des Saljut-Programms der Sowjetunion, die in eine niedrige Erdumlaufbahn gebracht wurde. Sie wurde am 19. April 1982 mit einer Proton-Trägerrakete von Baikonur aus gestartet. Saljut 7 war Teil des Übergangs von monolithischen zu modularen Raumstationen und diente als Testobjekt für viele Andockversuche und Stationserweiterungsmodule. Sie war die zehnte Raumstation, die gestartet wurde.

## Beschreibung

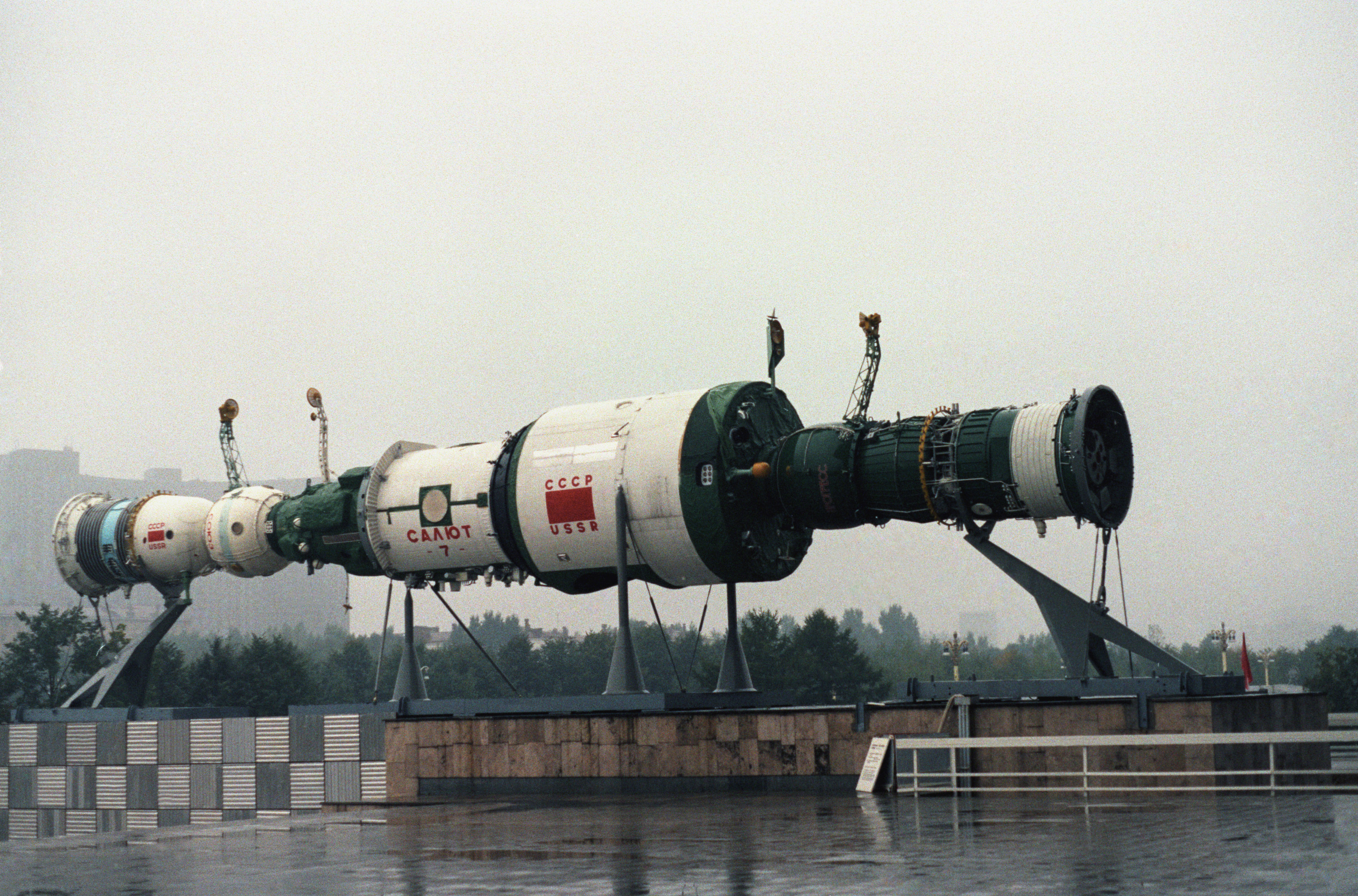
Modell der Saljut-7-Station (ohne Solarpanels) mit einem angedockten Sojus-Raumschiff und einem Progress-Transporter

Saljut 7 diente als Ausweichlösung für einen eventuellen Fehlschlag von Saljut 6 und war aus diesem Grund auch ähnlich aufgebaut und mit identischer Ausrüstung versehen. Als sich allerdings das Mir-Programm verzögerte, wurde die einstige Ausweichlösung als eigenständige Raumstation gestartet. Im Orbit erlitt die Station einige technische Pannen, die jedoch von den jeweiligen Besatzungen beseitigt wurden. Saljut 7 besaß eine höhere Laderaumkapazität als ihre Vorgängermodelle. Die Station wurde von zahlreichen Sojus-Raumschiffen angeflogen und während der Langzeitaufenthalte von unbemannten Progress-Transportraumschiffen mit Nahrungsmitteln und sonstigen Gebrauchsgegenständen versorgt. Im Mai 1982 wurde das erste Mal in der Geschichte ein Satellit von einer Raumstation ausgesetzt – der Amateurfunksatellit Iskra 2. Im September 1983 machte eine defekte Treibstoffleitung einen Außenbordeinsatz für die Reparatur notwendig. Die Arbeiten wurden erfolgreich von der Mannschaft von Sojus T-10 erledigt. Neben den zahlreichen Experimenten und Beobachtungen auf Saljut 7 wurde die Station für Andockmanöver großer Stationsmodule benutzt. Diese Module wurden „Schwere Kosmische Module“ genannt. Sie waren modifizierte Varianten des TKS-Raumschiffs, welche für das gestoppte militärische Raumstationsprogramm Almas vorgesehen waren. Diese Manöver halfen den Ingenieuren bei der Entwicklung der Annäherungs- und Kopplungstechnologien, die für den Bau der Raumstation Mir nötig waren. Saljut 7 trat am 7. Februar 1991 in die Erdatmosphäre ein und verglühte teilweise. Fragmente der Station gingen in Argentinien über dem Ort Capitán Bermúdez nieder, nachdem die Station über den vorgesehenen Wiedereintrittspunkt über unbewohntem Gebiet des Pazifiks hinausgeschossen war. Menschen kamen beim Absturz nicht zu Schaden.
Genau wie Saljut 6 besaß auch Saljut 7 an den beiden Enden jeweils einen Andockadapter. Diese ermöglichten es, dass auf der einen Seite ein bemanntes Sojus-Raumschiff an der Station andocken und die Station gleichzeitig von der anderen Seite aus von Progress-Raumschiffen angeflogen und versorgt werden konnte. Saljut 7 besaß drei Solarmodule, von denen sich zwei längs der Station befanden und eines senkrecht zu diesen beiden auf der Station angebracht war. Diese Paneele hatten den Vorteil, dass man zusätzliche Sekundärpaneele an ihren Seiten befestigen konnte, um somit die elektrische Leistung zu steigern. Im Inneren von Saljut 7 waren sieben Elektroherde, ein Kühlschrank, ein Tank mit dauerhaft warmem Wasser und neu entwickelte Sitze für die Kommandokonsole zu finden. Die Bullaugen waren so konstruiert, dass sie auch ultraviolettes Licht hindurchließen, um eventuelle Infektionskeime schnell abzutöten. Des Weiteren wurden die Möglichkeiten für das körperliche Training der Kosmonauten an Bord verbessert, sodass auf Saljut 7 noch längere Aufenthalte möglich waren. Das BST-1M-Teleskop, welches auf Saljut 6 benutzt wurde, wurde durch einen Röntgendetektor ersetzt.

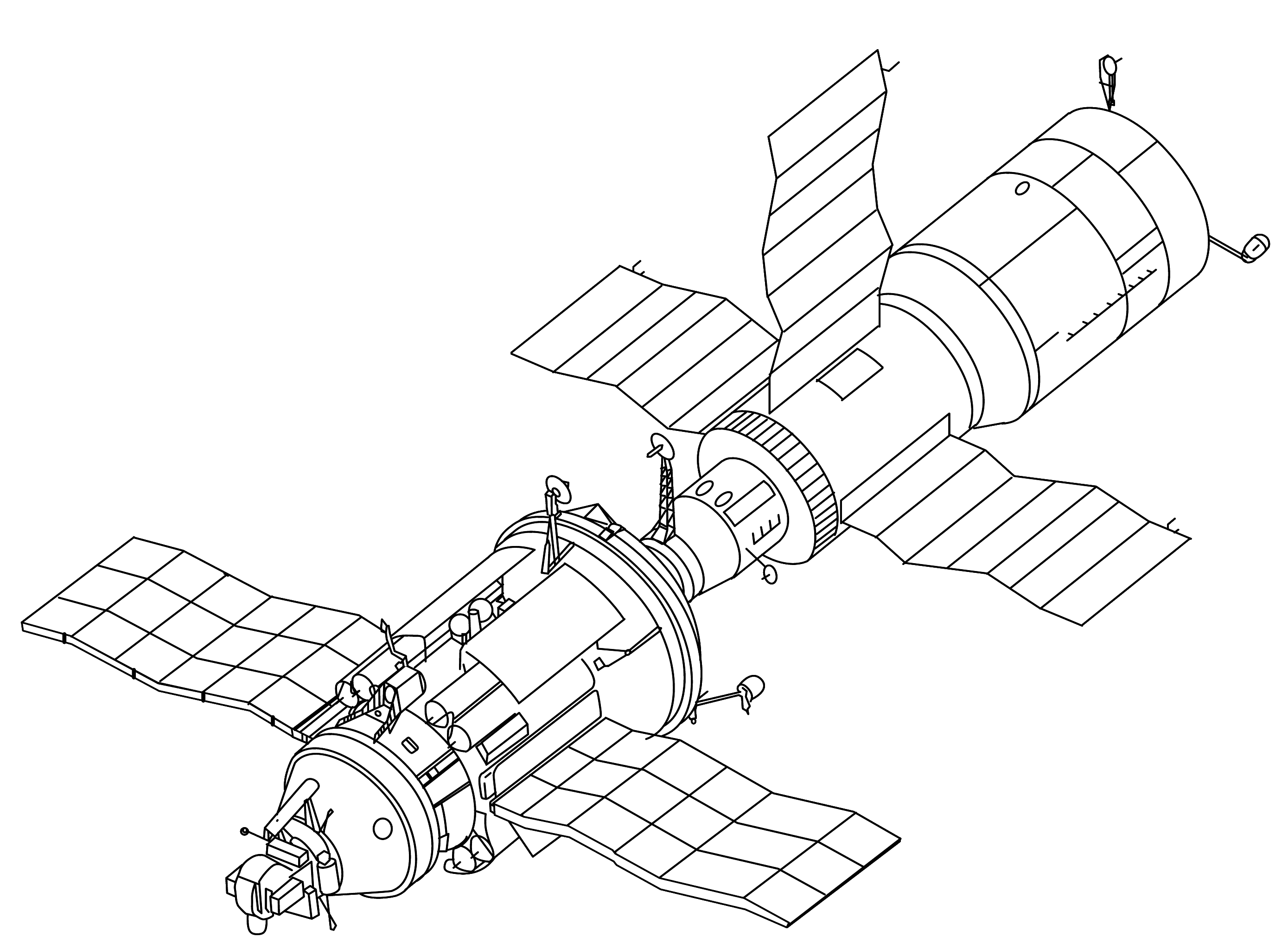
TKS 3 und Saljut 7

Nach dem Flug von Kosmos 1267 zu Saljut 6 startete die Sowjetunion Kosmos 1443 am 2. März 1983 mit einer Proton-Rakete. Kosmos 1443 dockte am 10. März an die Station an. Das Modul wurde von der Crew von Sojus T-9 von der Station abgedockt. Die Landekapsel von Kosmos 1443 transportierte nicht mehr benötigte Ausrüstung zurück zur Erde. Der Rest des Moduls verglühte in der Erdatmosphäre. Das Modul Kosmos 1686 wurde am 27. September 1985 gestartet und erreichte Saljut 7 am 2. Oktober. Kosmos 1686 besaß keine Landekapsel und blieb bis zum Niedergang der Station an Saljut 7 angedockt. So wurde das Modul von der Besatzung von Sojus T-14 genutzt.

## Besatzungen

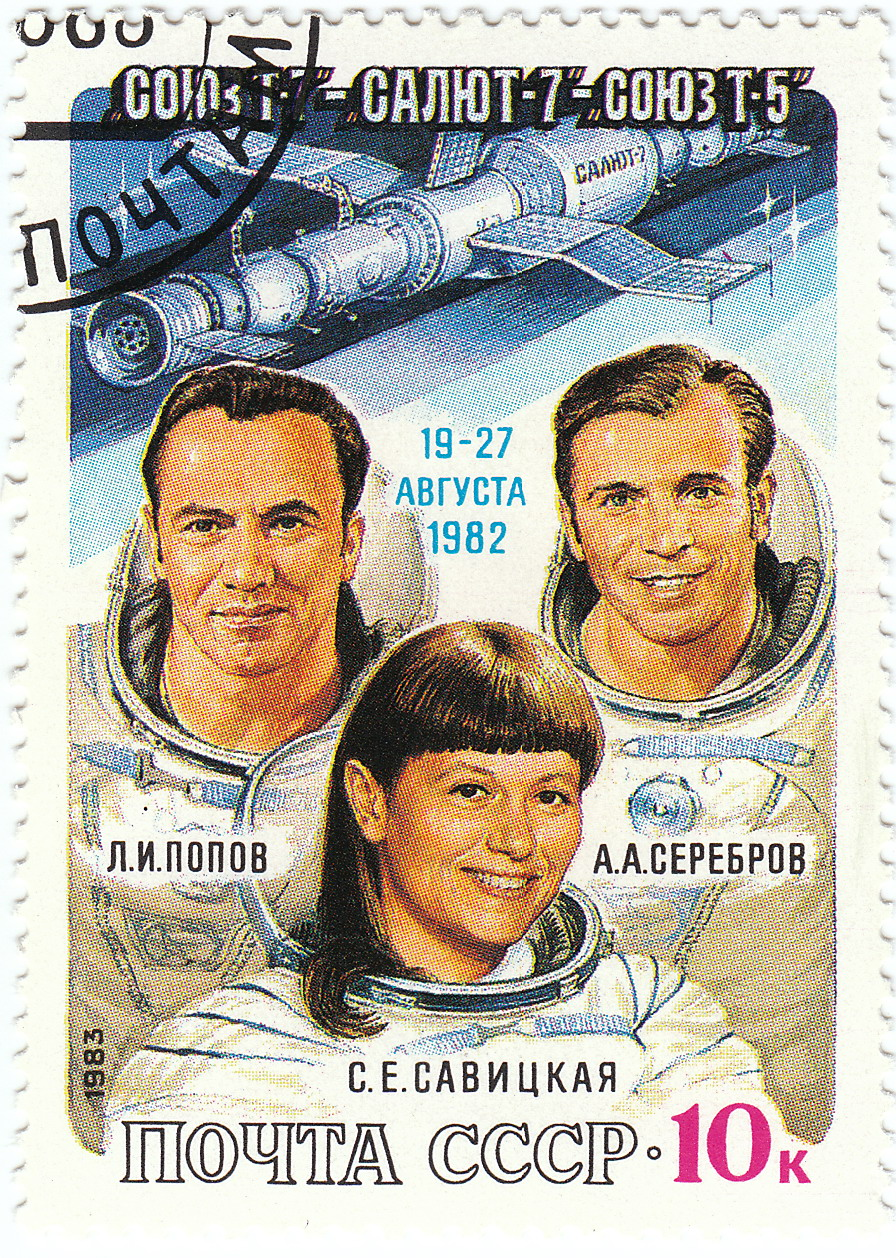
Briefmarke zur Mission Saljut 7 EP-2

Während der Zeitspanne von vier Jahren und zwei Monaten wurde die Station von insgesamt zehn Mannschaften besucht. Darunter waren fünf Stammbesatzungen, die auf Saljut 7 einen Langzeitaufenthalt und fünf Mannschaften, die einen Kurzzeitaufenthalt absolvierten. Unter diesen Besatzungen befanden sich im Rahmen des Interkosmos-Programmes auch Kosmonauten aus Frankreich und Indien. Auf Saljut 7 absolvierte Swetlana Sawizkaja, die zweite Frau im Weltraum, als erste Frau einen Außenbordeinsatz.
Auf Saljut 7 arbeiteten folgende Langzeitbesatzungen:
- Die erste Besatzung, Anatoli Beresowoi und Walentin Lebedew, erreichten Saljut 7 am 13. Mai 1982 an Bord von Sojus T-5 und blieben für 211 Tage bis zum 10. Dezember 1982 auf der Station.
- Am 27. Juni 1983 erreichte die Besatzung von Sojus T-9, Wladimir Ljachow und Alexander Alexandrow, Saljut 7 und verblieb 150 Tage bis zum 23. November 1983 auf der Station.
- Am 8. Februar 1984 erreichte die Besatzung von Sojus T-10, Leonid Kisim, Wladimir Solowjew und Oleg Atkow, Saljut 7 und verblieb mit 237 Tagen bis zum 2. Oktober 1984 am längsten auf Saljut 7.
- Am 6. Juni 1985 erreichte die Besatzung von Sojus T-13, Wladimir Dschanibekow und Wiktor Sawinych, Saljut 7. Nach der Ankunft von Sojus T-14 am 18. September 1985 wurde Dschanibekow als Kommandant von Wladimir Wasjutin abgelöst, während Alexander Wolkow als zusätzlicher Bordingenieur zur Langzeitbesatzung stieß. Georgi Gretschko, drittes Besatzungsmitglied von Sojus T-14, verließ die Station bereits acht Tage später wieder und kehrte zusammen mit Dschanibekow zur Erde zurück. Am 21. November 1985, 168 Tage nach dem Start von Sojus T-13, kehrten Sawinych, Wasjutin und Wolkow aufgrund einer Erkrankung Wasjutins vorzeitig heim.
- Am 6. Mai 1986 erreichte die Besatzung von Sojus T-15, Leonid Kisim und Wladimir Solowjew, Saljut 7. Das Sojus-Raumschiff startete von der Raumstation Mir aus zu Saljut 7. Nach fünfzig Tagen Aufenthalt auf Saljut 7 kehrte die Besatzung von Sojus T-15 mit dem Sojus-Raumschiff zurück zur Raumstation Mir und nahm dabei diverses wissenschaftliches Material mit. Dies waren die einzigen jemals ausgeführten Flüge zwischen zwei Raumstationen.

Es gab zudem fünf kürzere Missionen zu Saljut 7. Diese brachten den Langzeitbesatzungen Arbeitsmaterial, Ausrüstungen und Lebensmittel. Die Liste bemannter Missionen zur Raumstation Saljut 7 gibt eine Übersicht über alle Flüge zu Saljut 7.

## Ausfall und Reaktivierung
Während einer unbemannten Phase registrierte die Bodenbesatzung am 11. Februar 1985, dass die elektronische Sicherung im Stromkreis des primären Funksenders angesprochen hatte. Kurz darauf aktivierte sich wie vorgesehen der sekundäre Sender und die Verbindung war wieder hergestellt. Das war an sich noch kein ernstes Problem, da der Sender die geplante Lebensdauer bereits überschritten hatte, kam der Ausfall nicht unerwartet und ein Ersatzmodul war bereits an Bord der Station. Der Vorfall wurde dokumentiert und es wurde empfohlen, wie in solchen Fällen üblich, die Spezialisten für die Stromversorgung und das Sendemodul zur Diagnose heranzuziehen.
Die Schichtleitung der folgenden Schicht entschied sich jedoch für einen Versuch, den primären Sender wieder in Betrieb zu nehmen, ohne die Bewertung der Spezialisten abzuwarten. Nach dem Steuerbefehl zur Reaktivierung kam es zu einem Schneeballeffekt, der schließlich zur Abschaltung der Stromversorgung des gesamten für den Langstreckenfunk zuständigen Moduls S-190 führte. Damit waren beide Sender, Empfänger und die Decoder außer Funktion. Somit konnten auch keine Steuerbefehle mehr empfangen werden.
Grundsätzlich hätte die Station weiter funktionieren können, jedoch kam ein weiteres Problem mit der Ladezustandsüberwachung der Bordbatterien hinzu. Durch einen Fehler des Überladungsschutz-Sensors an einer der sieben parallel geschalteten Batterien wurde die regelmäßige automatische Aufladung durch die Solarpanels unterbunden. Dieser Fehler hätte vom Boden aus erkannt und behoben werden können, doch die Funkverbindung war bereits ausgefallen. Schließlich war der Energievorrat aufgezehrt und die gesamte Elektrik schaltete sich ab, insbesondere die Heizung. Nach wenigen Tagen herrschten in der Station Minusgrade.
Es wurde beschlossen, mit Sojus T-13 einen Versuch zur Rettung der Station zu unternehmen, der schließlich erfolgreich war und heute zu den größten Leistungen der sowjetischen Raumfahrtgeschichte gezählt wird.
Der Film Salyut-7 bezieht sich auf diese und die im Artikel zu Sojus T-13 beschriebenen Ereignisse, jedoch mit erheblichen Abweichungen und stark dramatisiert.

## Technische Daten
- Länge: 15,8 m
- Maximaler Durchmesser: 4,15 m
- Bewohnbares Volumen: 90 m³
- Startgewicht: 19.824 kg
- Anzahl der Kopplungsstutzen: 2
- Spannweite der Solarpaneele: 17 m
- Solarzellenfläche: 51 m²
- Anzahl der Solarpaneele: 3
- erzeugte Leistung: 4–5 kW
- Unbemannte Missionen: 15
- Bemannte Missionen: 10
- Langzeitaufenthalte: 5
- Haupttriebwerke: 2
- Schub eines Haupttriebwerks: 2,9 kN